# Os Portões de Abadom
Os Portões de Abadom é um romance de ficção científica de James S. A. Corey (pseudônimo de Daniel Abraham e Ty Franck ). Trata-se de um conflito no Sistema Solar que envolve a Terra, Marte e o Cinturão de Asteróides (colônias de pessoas que vivem em asteróides, chamadas de "Cinturianos"). É o terceiro título da série A Expansão e é precedido por Leviatã Desperta e A Guerra de Caliban. A série continua em O Incêndio de Cibola. 
O livro foi lançado em 4 de junho de 2013, bem como um audiobook pela Audible, narrado por Jefferson Mays.
Os Portões de Abadom foi adaptado nos episódios 7 a 13 da terceira temporada da série de televisão The Expanse em 2018, com o título tomado para o episódio final dessa temporada. Foi o último livro da série a ser adaptado antes da mudança do programa do Syfy para o Amazon Prime.

## Inspiração Para o Título
O título refere-se à zona lenta, a area interna dos portões do buraco de minhoca criado pela protomolécula, e é uma alusão bíblica a Abaddon (אֲבַדּוֹן), um lugar de destruição. 
Na Bíblia Hebraica, abaddon é usado como referência a um abismo sem fim, geralmente próximo a sheol (שאול). No Novo Testamento, em Apocalipse 9, um anjo chamado Abadom é descrito como o rei do abismo sem fim de onde emerge um exército de gafanhotos (Apocalipse 9:11).
Um dos títulos de trabalho do livro foi Dandelion Sky, um termo usado no romance final como um nome alternativo para a zona lenta. Este nome mais tarde seria usado para o título do décimo episódio da 3ª temporada.

## Contexto
James Holden e sua tripulação na nave de guerra marciana Rocinante desempenharam um papel em dois grandes eventos da história humana: salvar a Terra da primeira prova direta de tecnologia alienígena descoberta em nosso Sistema Solar e salvar o maior número de pessoas possível quando uma nova forma da tecnologia apareceu na lua de Júpiter, Ganimedes. 
Como parte do primeiro incidente, a tecnologia alienígena caiu em Vênus, onde se agitou por meses fazendo algo desconhecido enquanto o sistema solar observava. Quando concluída, a coleção semi-inteligente de produtos químicos voou para longe de Vênus e construiu um portal através de um buraco de minhoca, chamado "O Anel", além da órbita de Urano. “O Anel” atuou como uma porta de entrada para um número desconhecido de outros mundos.

## Sinopse
Por gerações, o sistema solar foi a grande fronteira da humanidade. Até agora. O artefato alienígena trabalhando em seu programa sob as nuvens de Vênus apareceu além da órbita de Urano, onde construiu um portão maciço que leva a um espaço sem estrelas.
James Holden e a tripulação da Rocinante fazem parte de uma vasta flotilha de naves científicas e militares que saem para examinar o artefato. Mas nos bastidores, uma trama complexa está se desenrolando, com a destruição de Holden em seu centro. Enquanto os emissários da raça humana tentam descobrir se o portão é uma oportunidade ou uma ameaça, o maior perigo é aquele que eles trouxeram com eles.

## Enredo Resumido

### Prólogo
Um piloto de corridas espaciais leva sua nave, a “Y Que”, através do Anel, um buraco de minhoca artificial estável criado pela protomolécula, em uma órbita além de Urano. O piloto desacelera a 99 g e seu corpo é espalhado dentro da nave, mas a nave não sai do outro lado do Anel. Uma transmissão ao vivo da “Y Que” divulga os eventos.

### Cinturão
A tripulação da Rocinante teve um ano próspero; eles fizeram um monte de atualizações na nave, incluindo juntar os quartos de Naomi e Holden e adicionar um canhão elétrico. O Detetive Miller continua a visitar Holden, mas ele não parece realmente ouvir o Holden ou falar diretamente com ele; apenas pronuncia falas sem sentido. Miller pede ajuda a Holden e diz "eles sabem que eu encontro coisas. Eles sabem que você me ajuda". Naomi sabe sobre Miller, mas Holden não contou aos outros.
Há uma escassez de alimentos para os planetas externos e o Cinturão de Asteroides, já que Ganimedes agora produz menos de 1/4 de sua produção anterior de alimentos. Vênus está completamente morto. Dentro do Anel há algum tipo de anomalia.
Touro é um ex- fuzileiro naval da ONU, agora membro da APE e o segundo no comando da Behemoth, a maior nave de guerra do sistema Sol. Anteriormente, era conhecido como Nauvoo. O Behemoth é considerado uma "porcaria reformada" que não aguentaria uma luta real; sua função principal é manter a aparência. Pouco antes do lançamento, Bull é transferido para o cargo de diretor de segurança; O capitão Ashford não quer um ex-terrestre como segundo no comando da capitânia da APE.
Terra
Clarissa Mao, filha de Jules-Pierre Mao, recebe uma nova identidade como Melba Koh e em breve embarcará no Cerisier, uma nave de manutenção civil que vai para o Anel. O rapaz que está vendendo a nova identidade para ela tenta afastá-la e ela o mata e seus capangas. Como vingança por destruir sua família, ela planeja primeiro humilhar e desacreditar James Holden antes de matá-lo.
A Pastora europeia Annushka Volovodov foi escolhida para o grupo consultivo do Secretário-Geral para a viagem civil ao Anel. Ela embarca na Thomas Prince, uma nave de guerra da classe Xerxes.
Ceres
Se a Behemoth disparar seu canhão, será dilacerada. Muitas de suas partes foram construídas para girar, uma vez que a nave teria impulsionado a gravidade apenas no início e no final de sua jornada. Touro não consegue o orçamento da vice comandante, Michio Pa, para consertar muitos dos problemas. Samara Rosenberg da Tycho é a engenheira-chefe.
Holden aceita um trabalho o mais longe possível do Anel, mas o empregador desiste no último minuto quando Holden recebe uma intimação de Marte; eles querem a Rocinante de volta, e a apreende em Ceres. Monica Stuart, da “Public Broadcasting”, quer fazer uma história sobre o Anel, e pede a Holden que leve ela e sua equipe até lá; sob a Lei de Liberdade de Jornalismo, ela tem uso razoável de qualquer material e pessoal contratado. Holden acredita que Miller pode estar por trás de tudo isso.
Melba (Clarissa Mao) comanda uma equipe de 4 técnicos no Cerisier, ela deixa uma bomba em uma nave chamada Seung. Ela cria um vídeo de Holden dizendo que ele está reivindicando o controle do Anel em nome da APE e pagou alguém em Ceres para configurar uma conexão remota na Rocinante. Melba confidencia a Ren, um membro de sua equipe, que está sobrecarregada com o trabalho de engenharia, e ele diz que vai ajudá-la.
A equipe da Behemoth tem aparecido para trabalhar drogada. Touro (com seu vice Serge), prende um traficante de drogas e indiferentemente o coloca para fora de uma câmara de ar. Ashford o dispensa do dever, mas Touro explica que em uma nave militar qualquer pessoa que ponha em perigo a nave deve ser executada. Ashford diz a ele para nunca mais fazer isso. A vice comandante reconhece que Touro fez isso para mostrar à tripulação que ele é mais Cinturiano do que o capitão.
Miller continua dizendo a Holden para verificar suas portas e cantos e limpar a sala ou ele vai acabar morto; Holden não tem tanta certeza de que ele está apenas falando sem sentido. Os dados mostram que a “Y Que” ainda está se movendo em linha reta a uma velocidade constante de 600 m/s.
Ren confronta Melba depois que ele obtém dados do filtro de ar da Seung, indicando que pode haver uma bomba a bordo; ela se transforma em uma ninja, quebra o pescoço dele, então sela seu cadáver em um armário em seu quarto.
Anna começa a realizar reuniões de oração na Thomas Prince, já que muitos da tripulação estão perturbados com o Anel. Ela vê uma jovem que parece precisar de ajuda; é Melba, e ela está ficando louca de remorso depois de matar Ren. Ela acha que Anna de alguma forma sabe o que ela fez, e se incomoda com ela.
Melba volta para o Cerisier e ativa o software na Rocinante, emitindo um código de gatilho para explodir a Seung, anunciando a responsabilidade e as demandas de Holden, então ligando as armas e os sistemas de mira.
Na Behemoth, sondas enviadas ao buraco de minhoca determinaram que há vários objetos grandes, possivelmente naves, do outro lado. A Vice comandante revoga os privilégios de acesso de Sam para fazer reparos que Touro lhe disse para fazer.
Touro recebe a transmissão de Holden exigindo que as informações e recursos sobre o Anel permaneçam livres para todas as pessoas e que ele vai matar qualquer um que tente detê-lo. Touro e a vice comandante dizem a Ashford para abater a Rocinante para que a Terra não pense que a APE está do lado dele; Ashford relutantemente dispara um torpedo, mas isso faz com que toda a nave perca energia. A vice comandante deixa Samara Rosenberg fora do confinamento para consertar a nave.
Holden percebe que o processo e a equipe de filmagem foram uma armação para este momento. A Behemoth dispara um torpedo contra eles, mas as contramedidas de Naomi estão todas offline. Sem outras opções, eles levam a Rocinante para o anel.
Ashford quer seguir a Rocinante através do Anel; Marte promete destruí-los se eles chegarem perto do Anel. Touro sugere a vice comandante que derrubem o capitão, mas ela insiste que sigam a cadeia de comando.
Hector "Hank" Cortez, um conselheiro espiritual do Secretário-Geral da ONU, pede a Anna que assine uma petição para levar a Thomas Prince ao Anel; ela imediatamente concorda, vendo isso como uma maneira de reunir as frotas e evitar a guerra.
Melba está extremamente chateada por Holden ter sobrevivido à sabotagem. Quando os empregadores do Cersier ordenam que uma equipe seja enviada a Thomas Prince para perseguir Holden, ela se oferece como voluntária. Antes de sair, ela remove Ren de seu armário de armazenamento e o guarda em seu baú de ferramentas. Na Prince, ela reconhece a amiga de Anna, Tilly, que costumava tomar conta dela.
Zona Lenta
O interior do Anel tem 1.000.000 km de diâmetro, delimitado por 1.373 buracos de minhoca espaçados em uma esfera. O único Anel aberto é o do sistema da Terra, Sol. No centro está a Estação do Anel, uma esfera de metal com cinco quilômetros de diâmetro. Orbitando-o estão a “Y Que” e as sondas que foram enviadas. Na " Zona Lenta ", como foi apelidada, nada pode ir mais rápido que 600 m/s.
Amos está substituindo uma lâmpada, quando encontra o transmissor que estava invadindo seu sistema. Um dos documentaristas, um cego, admite que foi pago para enfiá-lo ali. Seus óculos têm um sistema óptico de sonar que ele usa para criar um modelo 3D da mulher que o pagou; Holden pensa que é Julie Mao.
Naomi faz uma transmissão dizendo que a mensagem anterior era falsa; as outras naves exigem ver Holden, mas ele está a caminho da esfera. Touro diz a Naomi que Ashford quer enviar um esquadrão de ataque.
As írises da esfera se abrem e permitem que Holden entre. Lá dentro, Miller explica que ele não está lá pessoalmente; ele é a "máquina para encontrar coisas perdidas" e pode interagir com os sistemas da esfera.
Fuzileiros navais marcianos em alcançam Holden. Um robô de defesa alienígena semelhante a um inseto tenta detê-los, mas eles o destroem com uma granada; isso ensina a estação que mesmo coisas que se movem tão rápido quanto 600 m/s são perigosas, e a Zona Lenta diminui ainda mais a velocidade, causando grandes baixas em todos os navios. Mais mecanismos de defesa alienígenas são ativados e começam a rasgar os fuzileiros em pedaços; eles recuam.
Melba usa a catástrofe da desaceleração para roubar um traje mecânico e vai para a Rocinante. Ela entra pela porta de carga e ataca Naomi na engenharia. O ombro de Naomi é esmagado, e assim que Melba está prestes a quebrar seu pescoço, Anna a ataca. Anna havia reconhecido Melba na transmissão de Naomi como a garota que surtou com ela e juntou as coisas quando Tilly disse a ela que a imagem era de Claire Mao. Anna, sob efeito de anfetaminas por ter se ferido durante a desaceleração, roubou um traje e seguiu Melba.
Melba começa a se recuperar, então Naomi e Anna fogem; Melba continua abrindo todas as portas com seu traje mecânico. Naomi desmaia por perda de sangue. Anna a agarra e eles se escondem em um armário. Melba começa a arrancar as portas do armário, mas a bateria de seu traje acaba. Ela usa suas glândulas e começa a chutar e rasgar a porta do armário com as próprias mãos, mas os efeitos desaparecem antes que ela possa alcançá-los. Anna a seda e a prende em uma cadeira.
Esfera
Holden pede a Miller que diga à estação para ajudar as pessoas nas naves; Miller diz que é utilitário e não pode fazer nada assim. Miller o leva ao núcleo central; ele precisa que Holden toque fisicamente a interface para autorizar Miller para acesso remoto a ela, já que o próprio Miller é na verdade apenas a protomolécula executando "a simulação mais complexa na história do sistema solar" dentro do cérebro de Holden para fazer parecer como se ele estivesse lá com ele.
Quando Holden toca o núcleo, sua consciência ascende e ele aprende sobre os criadores, que eram uma consciência de colmeia de galáxias; ele pode sentir sistemas estelares inteiros com sua mente. Ele percebe que os criadores estavam enviando fogo pelos anéis e explodindo sistemas estelares inteiros para tentar colocar algo em quarentena. A estação está esperando há dois bilhões de anos para que tudo esteja liberado para reabrir a rede de buracos de minhoca. Miller diz que a estação está em "modo de guerra". Os marcianos aparecem e levam Holden embora.
Zona Lenta
Touro acorda na enfermaria, paralisado da cintura para baixo. O médico insiste em colocá-lo em coma, mas touro tem muito trabalho a fazer; as pessoas feridas em todas as naves não vão se curar adequadamente em zero- g, então ele quer girar o tambor da Behemoth para criar gravidade. Sam tem que remover o canhão e os tubos do torpedo primeiro, e quando Ashford descobre que Touro orquestrou isso, ele fica louco de raiva e ordena que Touro entre em coma. A vice comandante e Touro o dispensam do dever, tornando Pa a capitã. Touro entra em contato com a Rocinante e Anna diz a ele que acha que Melba explodiu a Seung e que eles precisam de ajuda.
Holden é levado a MCRN Hamurabi, onde explica tudo o que aconteceu até agora. Ele é colocado em uma cela; Miller aparece e diz a ele que todos precisam desligar a energia de sua nave para que ele possa liberar o bloqueio. Isso provavelmente abrirá todos os Anéis, o que pode ser muito ruim, mas Miller precisa saber o que aconteceu.
Melba está presa na Behemoth; ela está quase catatônica. Ashford está em uma cela ao lado dela e promete anistia se ela ajudar a tirá-lo; ela o ignora. Ela não responde a Touro, então ele manda Tilly; ela confessa que fez tudo porque Holden "magoou o papai".
Anna e a tripulação da Rocinante são levadas para a Behemoth. Tilly pede a Anna para falar com Claire; ela novamente confessa tudo, mas Anna quer redimi-la. Claire diz que não há justiça nisso e não quer perdão pelas coisas terríveis que ela fez.
Touro recebe uma ligação da capitão Jakande da Hamurabi; ela não virá para a Behemoth ou desistirá de Holden, porque a MCRN não a deixará se render. Sam dá a Touro um traje mecânico modificado que o deixa andar; ele está profundamente tocado. Touro pede a ela para transformar o laser de comunicação em uma arma para que ele possa dar aos marcianos uma razão para se render; eles se rendem de bom grado, e Holden está a caminho.
Quando Holden chega, ele conta tudo a Pa, incluindo como desligar o controle da protomolécula sobre eles. Ele vai para a enfermaria para verificar sua tripulação e é abordado por Anna. Ela conta a ele sobre Claire, então o leva para ver sua equipe, que é grata a ela por salvar suas vidas. Anna pede que eles perdoem Clarissa, e Holden relutantemente concorda quando Naomi diz que a perdoa.
Clarissa recupera a consciência e é levada a odiar a si mesma em vez de Holden. Ela escuta os visitantes de Ashford e percebe que eles estão planejando um golpe. Hector Cortez, que jogava golfe com o pai, pede que ela participe do golpe; ele se sente responsável por muitas das mortes, já que foi ele quem pediu para entrar no Anel. Ele se juntou a Ashford para que eles possam usar o laser de comunicação para destruir o portão – trancando-se lá dentro – para impedir que outros os sigam. Ele quer que Claire use suas habilidades para manter Ashford vivo. Decidindo que todas as mortes terão significado dessa maneira, ela concorda.
Touro recebe um telefonema de Serge avisando que o pessoal de Ashford está assumindo. Touro avisa Pa, então chama Sam; ela diz a ele que os caras de Ashford fizeram engenharia e pediram que ela fizesse overclock no laser, para que eles pudessem destruir o Anel. Ela diz a ele para se esconder em um dos armários de armazenamento e ele o faz. Serge é morto em uma escaramuça com os soldados de Ashford.
Cortez pede ajuda a Anna para controlar a multidão depois que eles fecham o Anel; ela discorda que essa é a solução e se recusa a se juntar a ele.
A tripulação da Rocinante percebe que algo está acontecendo; Naomi liga para Sam, que diz para eles se esconderem e que ela se juntará a eles em breve. No caminho, eles batem em alguns insurgentes e pegam suas armas. Eles se encontram com Sam e ela os informa, explicando que o uso do laser derreterá todo aquele lado da nave; Holden diz a ela que se eles atacarem, a Estação do Anel pode destruir todo o seu sistema solar. Sam os envia para encontrar Touro enquanto ela sabota o laser. Touro reúne seu pessoal e eles estabelecem uma base nos escritórios administrativos de onde a Radio Free Slow Zone está transmitindo. Touro faz com que a jornalista Monica e a pregadora Anna façam uma transmissão explicando a situação e pedindo a todos que desliguem seus reatores para que a estação libere as naves.
Sam continua a sabotar o laser; Ashford a chama para a ponte e quando outro engenheiro discorda de quanto tempo os reparos devem levar, ele atira em Sam. Com Sam morta, Naomi tem a tarefa de desligar o reator e gaseificar a ponte; Holden tomará a ponte assim que todos estiverem inconscientes; Amos ficará e protegerá Anna; e Alex voltará a Rocinante para protegê-la.
A equipe de Bull retoma a engenharia. Naomi tenta abastecer a ponte, mas Clarissa desativa o acesso remoto. Ashford envia uma equipe de quatro soldados equipados com armaduras marcianas confiscadas. Ele desliga a seção de tambor rotativo da Behemoth – levando a outra mudança de inércia catastrófica e ferindo ainda mais pessoas – e envia os soldados blindados direto para a engenharia.
Touro e Naomi, são forçados a recuar da engenharia quando os quatro soldados em trajes elétricos chegam. Naomi conseguiu despejar o núcleo, mas não a grade, assim Ashford ainda pode disparar o laser. Eles escapam por uma câmara de ar e entram em um poço de elevador no vácuo. Juarez, o atirador marciano, consegue derrubar um dos trajes. Touro fica para trás para cobri-los; ele joga suas duas granadas restantes nos guerreiros marcianos que o perseguem, matando um deles e se sacrificando.
Nos escritórios, Amos consegue repelir o ataque, mas sua equipe sofre grandes baixas. Anna transmite que eles estão perdendo a luta e que precisam parar Ashford ou a Terra será destruída. Clarissa liga e diz que poderia abrir as portas da ponte para Holden, mas quer que Anna a convença; Anna diz para ter fé nas pessoas que escolheram perdoá-la, apesar da dor que ela lhes causou, e parar de ficar do lado de Ashford, que mata inocentes por conveniência. Clarissa abre as portas.
Naomi liga o elevador esmagando os dois fuzileiros restantes em armaduras mecânicas como insetos. A escotilha se abre e o fogo é esplhado de ambos os lados. Ashford tenta atirar em Claire, mas ela o chuta, então reorganiza os controles de acesso da ponte, permitindo que a grade seja desligada. A nave desliga e as luzes se apagam.

### Epílogo
Holden de repente se encontra em um planeta alienígena com proto-Miller. Com todas as naves desligadas, Miller conseguiu desligar as defesas da estação, o que libertou as naves e abriu todos os Anéis. Nenhuma força malévola aparece e os mata, mas Miller avisa que eles ainda podem estar lá fora. Mesmo que seus criadores tenham ido embora, Miller não consegue parar de procurá-los e diz a Holden que "precisa de uma carona".
Anna insiste que Clarissa tenha um julgamento justo sobre Luna e pede a Holden para transportá-la para lá. Quando ele se recusa, ela se oferece para comprar a Rocinante de Marte e dar a ele se ele concordar; ela liga para Tilly e pede que ela pague a conta, e ela o fará. A bordo da Rocinante, Claire ajuda Amos a consertar todos os danos que ela causou e descobre que gosta muito da companhia da tripulação.

## Personagens

### Personagens com ponto de vista
- Maneo (prólogo)
- Holden (14 capítulos)
- Touro (14 capítulos)
- Melba (8 capítulos)
- Anna (11 capítulos, epílogo)
- Clarissa (6 capítulos)

### Exegese
James Holden e sua tripulação tiveram sucesso em seus negócios de prestação de serviços, lucrando com sua celebridade e o poder da Rocinante quando necessário. Enquanto o sistema solar se prepara para montar sua primeira exploração em grande escala do anel, a interação de Holden com a consciência alienígena na forma de seu velho amigo Miller o convence de que ele quer ficar o mais longe possível do anel. Forças maiores têm outros planos, no entanto, ele e a sua tripulação se encontra no anel com frotas de naves da Terra, Marte e da Aliança de Planetas Exteriores (APE).
Clarissa Mao, irmã mais nova de Juliette "Julie" Andrômeda Mao e filha de Jules-Pierre Mao, que foi presidente da corporação multiplanetária "Mao-Kwikowski Mercantile" também conhecido como "Mao-Kwik". Jules-Pierre fazia parte de várias organizações conspiratórias, todas as quais queriam usar a protomolécula para obter lucro. Ele foi derrubado por James Holden nos eventos que ocorreram durante e após a quase destruição da colônia de Ganimedes, um importante fornecedor de alimentos para os planetas externos do cinturão. A corporação "Mao-Kwik" também foi destruída pelas ações de Jules-Pierre e deixou à família Mao apenas uma fração de sua antiga riqueza. Clarissa quer vingança pela desgraça trazida para sua família e pela queda de seu pai, pela qual ela culpa James Holden. Ela quer desacreditá-lo publicamente para redimir seu pai e planeja matar Holden depois. Ela gastou toda a sua fortuna para mudar sua identidade e colocar as rodas de seu plano em movimento. Agora fingindo ser uma técnica eletroquímica chamada "Melba Koh", ela decide se vingar em um esquema bem planejado. Ela coloca um sabotador na Rocinante, então seqüestra o sistema de comunicação da nave para enviar uma falsa 'transmissão de Jim Holden' na qual uma imagem animada de Holden reivindica o anel de protomolécula alienígena para a APE e a responsabilidade pela sabotagem e quase destruição da nave terrestre da ONU Seung Un . O esquema para desacreditar Holden e depois ser morto falha, porque Holden decide evitar todas as hostilidades com as outras flotilhas e opta por entrar no anel. Mesmo após a captura, Clarissa continua perigosa.
Carlos “Touro” de Baca é um ex-combatente e amigo de Fred Johnson. Ele recebeu o cargo de terceiro no comando do 'Behemoth', anteriormente conhecido como Generation Ship Nauvoo, que a APE recuperou e reaproveitou como um navio de guerra. Touro não é apenas absolutamente leal a Fred, ele também é o mais provável da tripulação de comando para garantir o sucesso da missão, e é por isso que Fred pede a Touro para “fazer funcionar”. Quando Clarissa aciona sua transmissão falsa de James Holden, na qual ele reivindica a responsabilidade pela sabotagem do Seung Une por receber ordens da APE, Touro compreende todas as implicações. Ele também entende que todos os governos humanos precisam estar unidos para enfrentar o anel alienígena e a possível ameaça que vem dele. A fim de evitar outra guerra / batalha aberta entre Marte, Terra e APE a todo custo, ele convence o capitão do Behemoth que ser o primeiro a tomar uma ação hostil contra a Rocinante impedirá a Behemoth de ser visto como o backup de Holden, e distanciar a APE da declaração de Holden sobre 'reivindicar o anel' para eles. Depois que a Behemoth dispara um torpedo na Rocinante, as outras flotilhas se juntam também visando a nave de Holden - forçando-o a viajar para o anel como uma tentativa de escapar.
Annushka “Anna” Volovodov é uma pastora metodista de Europa que se juntou à expedição como parte de uma delegação da ONU de figuras religiosas e artistas selecionados para testemunhar o início de uma nova época da história humana. Seu navio se junta a outros que seguem a Rocinante até o portão, e ela tenta unir frágeis cordas de interesse comum contra os vendavais da política, interesse próprio e loucura que conduzem os outros na expedição.
A consciência de Joe Miller continua em forma desencarnada, agora parte da vasta matriz de protomoléculas e usada para suas capacidades investigativas. Conversando e tentando trabalhar com James Holden, ele tem uma visão limitada das ações tomadas pelo portão e sabe que há uma vasta tapeçaria de oportunidades e perigos associados a ele e àqueles que o construíram, porque alguém os destruiu.

### Personagens Secundários
- Naomi Nagata, Segunda em Comando da Rocinante, companheira de James Holden.
- Amos Burton, mecânico da Rocinante.
- Alex Kamal, piloto do Rocinante
- Fred Johnson, é o principal funcionário da APE, ele dirige a estação Tycho.
- Monica Stuart, uma jornalista de sucesso, embarcou na nave da embaixada terráquea com destino ao artefato.[9]

## Traduções pelo mundo
O livro não foi publicado no Brasil
- Alemão: Abaddons Tor (2014) [8]
- Húngaro: Abaddon kapuja (2014)
- Russo: Врата Абаддона (2014)
- Búlgaro: Вратата на Абадон (2014) [10]
- Tcheco: Abaddonova brána (2014)
- Sérvio: Abadonova Kapija (2015)[11]
- Turco: Abaddon Geçidi (2016)
- Francês: La Porte d'Abaddon (2016)
- Italiano: Abaddon's Gate - La fuga (2016)
- Espanhol: La Puerta de Abadón (2018)[12]
- Polonês: Wrota Abaddona (2018)[13]
- Croata: Abadonova vrata (2018)[14]
- Romeno: Poarta lui Abaddon (2019)[15]
- Ucraniano: Брама Абаддона (2022) [16]

## Série

### Romances
| Número | Título                  | Páginas | Áudio   | Data da Publicação Original | ISBN              |
| ------ | ----------------------- | ------- | ------- | --------------------------- | ----------------- |
| 1      | Leviatã Desperta        | 592     | 20h 56m | 15/06/2011                  | 978-0-316-12908-4 |
| 2      | A Guerra de Caliban     | 595     | 21h     | 25/06/2012                  | 978-0-316-12906-0 |
| 3      | Os Portões de Abadom    | 539     | 19h 42m | 04/06/2013                  | 978-0-316-12907-7 |
| 4      | O Incêndio de Cibola    | 583     | 20h 7m  | 17/06/2014                  | 978-0-316-21762-0 |
| 5      | Ardil de Nemesis        | 544     | 16h 44m | 02/06/2015                  | 978-0-316-21758-3 |
| 6      | Cinzas da Babilônia     | 608     | 19h 58m | 06/12/2016                  | 978-0-316-33474-7 |
| 7      | Desenredo de Persépolis | 560     | 20h 34m | 05/12/2017                  | 978-0-316-33283-5 |
| 8      | Ira de Tiamate          | 544     | 19h 8m  | 26/03/2019                  | 978-0-316-33286-6 |
| 9      | Leviatã Adormece        | 528     | 19h 40m | 30/11/2021                  | 978-0-316-33291-0 |